# Overkill
Pour les articles homonymes, voir Overkill (homonymie).
Le terme overkill (pouvant se traduire en français par surpuissance) désigne l'utilisation d'une force excessive pour atteindre un but. On peut illustrer cela par l'adage « tuer une mouche avec un canon ».

## Armes nucléaires
Overkill capability (ou « capacité de surdestruction » selon le Grand dictionnaire terminologique), souvent abrégé en overkill, réfère à une capacité de destruction nucléaire excédant ce qui est nécessaire pour détruire complètement un ennemi,.
L'expression daterait de 1946 et était utilisée régulièrement lors de la Guerre froide, faisant référence à la course aux armements entre les États-Unis et l'Union soviétique. Les deux nations possédaient alors un arsenal nucléaire suffisant pour pouvoir se détruire l'une l'autre plusieurs fois,,.

## Criminologie
Utilisé dans le cadre du profilage criminel, le terme overkill réfère aux blessures ou aux mutilations infligées par l'agresseur (spécialement les tueurs en série) qui dépassent ce qui est nécessaire pour tuer la victime. De telles blessures sont souvent infligées post mortem.
L’overkill est fréquent — de 30 à 40 % des meurtres — lors des féminicides. Ainsi Laëtitia Perrais, victime d'un féminicide en 2011, a-t-elle été simultanément frappée, poignardée et étranglée avant d'être démembrée. À ce propos, l'historien Ivan Jablonka écrit que la jeune fille a été « surtuée » (traduction possible de l'anglais overkill),.

## Dans la culture populaire

### Film
Dans un sens critique, overkill est considéré comme un synonyme de overacting (en). Par exemple, dans plusieurs films d'horreur moderne tels Vendredi 13, la plupart des meurtres sont clichés et toujours overkill.

### Jeux vidéo
Le concept d’overkill est fréquemment utilisé dans les jeux vidéo. Dans certains d'entre eux, tel Final Fantasy X, « overkill » fait partie des combats. Ainsi, éliminer un ennemi avec une attaque très dommageable peut donner plus de récompense après le combat.
Dans les jeux de tir à la première personne, l’overkill consiste souvent[réf. nécessaire] à réduire son adversaire en morceaux. Dans le jeu Halo 3, une médaille « overkill » est donnée lorsqu'un personnage arrive à tuer quatre ennemis en peu de temps.